# Босна и Херцеговина на Светском првенству у атлетици на отвореном 2009.
Босна и Херцеговина је на Светском првенству у атлетици на отвореном 2009. одржаном у Берлину од 15 до 23. августа, учествовала је са једним такмичарем у дисциплини бацање кугле.
Освајањем осмог места у финалу Хамза Алић је постигао најбољи пласман неког босанскохерцеговачког представника на Светским првенствима у атлетици до тада.
Представници Босне и Херцеговине нису освојили ниједну медаљу нити је постигнут неки рекорд. У табели успешности према броју и пласману такмичара који су учествовали у финалним такмичењима (првих 8 такмичара), делила је 62 место са Аустријом са једним бодом.. По овом основу бодове су добили представници 63 земље, од укупно 207 земаља учесница. Ово је био први да је светским првенствима у атлетици, неки представник Босне и Херцеговине учествовао у финалу, на основи чега се она први пут нашла у табели успешности неког светског првенства у атлетици.
| Плас. | Земља               | 1. место | 2. место | 3. место | 4. место | 5. место | 6. место | 7. место | 8. место | Бр. финал. | Бод. |
| ----- | ------------------- | -------- | -------- | -------- | -------- | -------- | -------- | -------- | -------- | ---------- | ---- |
| =62.  | Босна и Херцеговина | 0        | 0        | 0        | 0        | 0        | 0        | 0        | 0        | 1          | 1    |

## Учесници
Мушкарци:
- Хамза Алић — Бацање кугле, АК Зеница из Зенице

## Резултати

### Мушкарци
| Атлетичар  | Лични рек. | Дисциплина   | Квалификације | Квалификације | Финале   | Финале    | Детаљи |
| Атлетичар  | Лични рек. | Дисциплина   | Резултат      | Место         | Резултат | Место     | Детаљи |
| ---------- | ---------- | ------------ | ------------- | ------------- | -------- | --------- | ------ |
| Хамза Алић | 20,56      | Бацање кугле | 20,10         | 12/36         | 20,00    | 8/11 (12) |        |